# 버클리 (캘리포니아주)
버클리(Berkeley)는 미국 캘리포니아주 샌프란시스코 만 동쪽 연안에 위치한 도시이다. 남쪽으로 오클랜드와 에머리빌, 북쪽으로 알바니 그리고 시 승격이 되지 않은 캔싱턴 등의 도시를 접하고 있다. 동쪽 시경계는 콘트라코스타 군 경계선을 버클리 언덕 등선을 따라 접하고 있다. 버클리는 캘리포니아 알라미다 군의 일부분이다.
버클리엔 캘리포니아 대학교 중 최초로 설립된 캘리포니아 대학교 버클리 캠퍼스와 로렌스 버클리 국립연구소가 위치해 있다.

## 역사
1866년 오클랜드 시에 위치하던 사립대학인 캘리포니아 대학교가 새 학교 부지를 찾으면서 시 북쪽의 콘트라 코스타 언덕(후에 버클리 언덕으로 개명됨)을 선택하게 된다. 스트로베리 천을 따라 500피트 정도 솟아있고 환상적인 샌프란시스코 만의 경치와 금문해협을 통해 태평양을 바라볼 수 있는 좋은 지역이었다.
1868년 캘리포니아 대학교가 주립대학으로 정식 설립되고 버클리 부지에 건물이 들어서게 된다.
1970년대에 들어서 버클리시는 주민들이 교외로 이사가면서 인구가 감소했다. 서 버클리 지역 산업이 쇠퇴하면서 일자리가 줄고 물가가 증가하면서 많은 이들이 버클리를 떠났다. 현재는 캘리포니아대학교 버클리분교 (일명 'UC 버클리') 대학생들과 교육관련 산업 종사자들이 많이 살고 있다.
1980년대부터 현재까지 지역 물가 특히 1990년대 들어 집값이 계속올랐고 2005–2006년에 이르러 주택 매매가 서서히 줄기 시작했다. 그러나 집값은 여전히 미국 내 최고 수준이다. 2006년에 독립서점으로 유명한 코디스(Cody's)가 문을 닫았다.
1960년대부터 이 도시는 미국 진보주의의 메카였으며, 현재도 미국에서 개혁 및 진보 성향이 가장 강한 '자유주의 성지'로서, 2004년 대선 때는 전국적 열세에도 불구하고 민주당의 존 케리(54,419표)가 90.9%의 득표율로 압승을 기록하였다(당시 조지 W. 부시는 4,010표, 득표율 6.7%). 2006년에는 공화당 소속 주 정부 진영의 반발과 재정 지원 중단 등의 탄압을 극복하고 이라크 전쟁과 테러와의 전쟁(대테러전)등의 반인륜적 범죄행위(중범죄)에 대한 책임을 물어 조지 W. 부시와 딕 체니를 탄핵하는 상징적 결의안을 통과시켰으며, 2008년 2월 10일에는 지역의 젊은이들을 잘못된 길로 인도하고있다는 책임을 물어, 대테러전 병력수급을 위한 '해병대 신병모집소'를 이 도시에서 전면 추방하기로 결의하는 등, 현재도 '반전 도시'(反戰都市)의 명성을 이어가고 있다.
연도별 인구
- 1890 — 5,101
- 1900 — 13,214
- 1910 — 40,434
- 1920 — 56,036
- 1930 — 82,109
- 1940 — 85,547
- 1950 — 113,805
- 1960 — 111,268
- 1970 — 116,716
- 1980 — 103,328
- 1990 — 102,724
- 2000 — 102,743

## 지리
미국 통계청에 따르면, 버클리시의 면적은 17.7 mi² (45.9 km2)이며 10.5 mi² (27.1 km2)의 땅과 7.2 mi² (18.8 km2) (40.94%)는 물이다.

## 기후
버클리는 지중해성 기후이며 건조한 여름과 비가 많이 오는 겨울이 특징이다. 여름은 태평양에서 불어오는 찬 바람 덕분에 시원하다. 겨울이 온화한 탓에 눈은 거의 오지 않는다.
여름에는 캘리포니아주 해변을 따라 태평양의 조류가 물밑에서 위로 올라오기 때문에 밤·아침에는 서늘하고 자주 안개가 낀다. 버클리는 금문교에서 정동쪽에 있다. 보통 안개가 동쪽으로 이동하기 때문에, 버클리에는 버클리 주변 남쪽, 북쪽 주변 지역보다 안개가 더 잘 낀다. .
미국 국립기상청 협동 부서의 관측 기록에 의하면, 연중 1월이 가장 추운데, 1919년 이래로 1월 평균 기온 기록 중 최고 기록은 섭씨 13.4 도였으며, 최저 기록은 섭씨 6.1 도였다.
연중 9월달이 가장 덥다. 9월의 평균 기온 기록 중 최고 기록은 섭씨 22.1도였으며, 최저 기록은 12.8도였다. 년간, 기온이 섭씨 32도(화씨 90도)를 넘는 날은 평균 2.9일이다. 기온이 섭씨 0도(화씨 32도) 아래로 떨어지는 날은 평균 1.0일이다.
사상 최고 기온 기록은 2000년 6월 15일의 섭씨 41.7도(화씨 107도)였다. 사상 최저 기온 기록은 1937년 1월 21일과 1972년 12월 9일의 섭씨 영하 3.9도(화씨 25도)였다.
연평균 강수량은 598.7mm이다. 강수량이 가장 많았던 해는 1983년인데, 그 해 강수량은 1230mm였다. 강수량이 가장 적었던 해는 1929년인데, 그 해 강수량은 251.2mm였다. 여름에는 강수량이 아주 적어 의미 있는 강수량이 측정되는 날이 거의 없다. 24시간 동안 가장 많이 비가 내렸던 기록은 1982년 1월 4일의 177.3mm였다. 고도가 낮은 지역에서는 좀처럼 눈이 오지 않는다. 연평균 강설량은 2.54mm이다. 한데, 1922년 1월 29일에는 눈이 많이 와 강설량 152.4mm를 기록하기도 하였다. 버클리 힐즈의 높은 봉우리에 몇 년에 한 번 눈이 오긴 한다.
| 버클리의 기후                                                    | 버클리의 기후 | 버클리의 기후 | 버클리의 기후 | 버클리의 기후 | 버클리의 기후 | 버클리의 기후 | 버클리의 기후 | 버클리의 기후 | 버클리의 기후 | 버클리의 기후 | 버클리의 기후 | 버클리의 기후 | 버클리의 기후 |
| 월                                                               | 1월           | 2월           | 3월           | 4월           | 5월           | 6월           | 7월           | 8월           | 9월           | 10월          | 11월          | 12월          | 연간          |
| ---------------------------------------------------------------- | ------------- | ------------- | ------------- | ------------- | ------------- | ------------- | ------------- | ------------- | ------------- | ------------- | ------------- | ------------- | ------------- |
| 역대 최고 기온 °C (°F)                                           | 26 (78)       | 27 (81)       | 31 (87)       | 35 (95)       | 38 (101)      | 42 (107)      | 37 (99)       | 40 (104)      | 41 (106)      | 37 (99)       | 30 (86)       | 26 (78)       | 42 (107)      |
| 일평균 최고 기온 °C (°F)                                         | 14.9 (58.9)   | 16.4 (61.6)   | 18.1 (64.6)   | 19.6 (67.3)   | 21.1 (70.0)   | 23.4 (74.1)   | 23.4 (74.2)   | 23.7 (74.7)   | 24.6 (76.3)   | 23.0 (73.4)   | 18.4 (65.2)   | 14.8 (58.6)   | 20.1 (68.2)   |
| 일일 평균 기온 °C (°F)                                           | 10.6 (51.1)   | 11.7 (53.0)   | 12.9 (55.2)   | 13.9 (57.0)   | 15.4 (59.7)   | 17.2 (62.9)   | 17.6 (63.7)   | 18.0 (64.4)   | 18.3 (64.9)   | 16.9 (62.5)   | 13.4 (56.1)   | 10.5 (50.9)   | 14.7 (58.5)   |
| 일평균 최저 기온 °C (°F)                                         | 6.3 (43.3)    | 6.9 (44.5)    | 7.7 (45.9)    | 8.2 (46.7)    | 9.7 (49.4)    | 10.9 (51.7)   | 11.8 (53.2)   | 12.3 (54.2)   | 12.0 (53.6)   | 10.9 (51.6)   | 8.3 (46.9)    | 6.2 (43.2)    | 9.3 (48.7)    |
| 역대 최저 기온 °C (°F)                                           | −4 (25)       | −2 (29)       | 1 (33)        | −2 (28)       | 2 (36)        | 4 (40)        | 4 (40)        | 8 (46)        | 3 (38)        | 4 (39)        | 1 (33)        | −4 (24)       | −4 (24)       |
| 평균 강수량 mm (인치)                                            | 123 (4.84)    | 130 (5.12)    | 98 (3.84)     | 46 (1.83)     | 20 (0.80)     | 6.6 (0.26)    | 0.25 (0.01)   | 1.3 (0.05)    | 3.0 (0.12)    | 30 (1.19)     | 70 (2.74)     | 135 (5.32)    | 663 (26.12)   |
| 평균 강수일수 (≥ 0.01 인치)                                      | 11.3          | 10.5          | 9.8           | 7.0           | 3.4           | 1.2           | 0.3           | 0.6           | 1.0           | 3.2           | 7.3           | 11.0          | 66.6          |
| 출처: 미국 해양대기청 (평년값: 1991년~2020년, 극값: 1893년~현재) |               |               |               |               |               |               |               |               |               |               |               |               |               |

## 인구 구성
| 인구조사              | 인구    | Note  | %±     |
| --------------------- | ------- | ----- | ------ |
| 1890년                | 5,101   |       | —      |
| 1900년                | 13,214  |       | 159.0% |
| 1910년                | 40,434  |       | 206.0% |
| 1920년                | 56,036  |       | 38.6%  |
| 1930년                | 82,109  |       | 46.5%  |
| 1940년                | 85,547  |       | 4.2%   |
| 1950년                | 113,805 |       | 33.0%  |
| 1960년                | 111,268 |       | −2.2%  |
| 1970년                | 114,091 |       | 2.5%   |
| 1980년                | 103,328 |       | −9.4%  |
| 1990년                | 102,724 |       | −0.6%  |
| 2000년                | 102,743 |       | 0.0%   |
| 2010년                | 112,580 |       | 9.6%   |
| 2019 (추산)           | 121,363 | [ 6 ] | 7.8%   |
| U.S. Decennial Census |         |       |        |

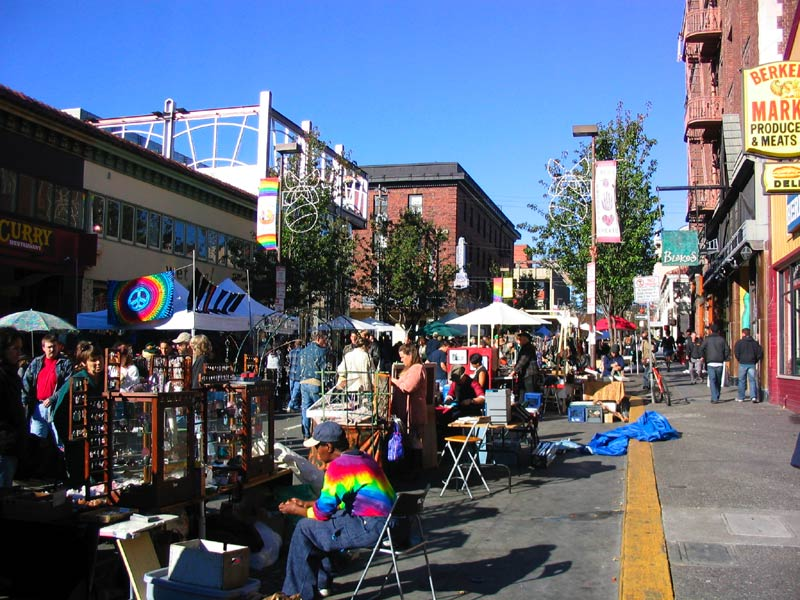
탤러그라프길 주변 축제

2000년 인구 조사에 따르면, 102,743명, 44,955가구, 18,656의 가족이 도시에 있는 것으로 조사됐다. 인구밀도는 3,792.5/km2 (9,823.3/mi²)로 캘리포니아에서 가장 높은 수준이다.
인종별 구성으론 59.17%은 백인, 13.63%은 흑인, 0.45% 인디언, 16.39% 아시아계, 0.14% 태평양 군도출신, 4.64% 기타, 그리고 5.57% 혼혈인. 이중 9.73%은 히스패닉계이다..
가계 소득의 평균은 $44,485, 중간값은 $70,434이다. 남성 소득의 중간값은 $50,789, 여성 소득의 중간값은 $40,623이다.